# Martín Berasategui
Martín Berasategui (San Sebastian, 1960) is een Spaanse chef-kok van het gelijknamige restaurant in Lasarte-Oria.
Berasategui werd geboren als zoon van een moeder die al een taveerne of bodega uitbaatte en waar ook zijn tante aan het fornuis stond. In dat restaurant begon hij na stages te werken en in kreeg hij er 1987 zijn eerste Michelinster. In 1993 verhuisde hij naar zijn restaurant in Lasarte-Oria, dicht bij zijn geboortestad gelegen. Daar ontwikkelde hij zich verder naar een persoonlijke en creatieve chef. In 1995 kreeg hij zijn eerste Michelinster in zijn nieuwe restaurant; een tweede volgde in 1997 en de derde in november 2001 voor de gids van 2002.
Berasategui hoort tot de belangrijkste chefs van Spanje; hij behoort tot de generatie creatieve chefs. Hij werkt samen met verschillende restaurants van hotels, zowel binnen als buiten Spanje. Hij heeft verschillende boeken gepubliceerd.